# Soulburn
Soulburn est un groupe néerlandais de death metal et death-doom, originaire d'Oldenzaal. 

## Histoire
Le groupe est formé à l'origine en 1996 après la désintégration du groupe Asphyx par le guitariste Eric Daniels et le batteur Bob Bagchus. La présentation d'une démo est suivie par un premier album, Feeding on Angels, sorti en juin 1998 chez Century Media Records, sur lequel on peut entendre le bassiste et chanteur Wannes Gubbels. Le groupe donne ensuite des concerts au cours desquels il reprend notamment des morceaux d'Asphyx comme Abomination Echoes, Vermin et The Sickening Dwell. Deux mois après la sortie de l'album, le groupe participe au Wacken Open Air. La résurgence d'Asphyx et de son album On the Wings of Inferno, sorti en 2000, entraîne la séparation de Soulburn.
En 2013, le groupe se reforme. 16 ans après la sortie de leur premier album, Daniel et Bagchus reviennent avec le bassiste et chanteur Twan van Geel et Remco Kreft comme autre guitariste avec l'album The Suffocating Darkness. La reformation est due à Bagchus et au guitariste Rogga Johansson, qui avaient travaillé sur un projet d'hommage à Bathory avant d'avoir l'idée de jouer d'anciens morceaux de Soulburn et de faire revivre le groupe. Van Geel avait été proposé par Gubbels, qui n'avait pas pu participer lui-même, car il devait s'occuper de sa famille. L'album est enregistré sous la direction de Harry Wijering de Harrow Productions et mixé et masterisé par Dan Swanö au studio Unisound. En septembre 2014, le groupe part en tournée en Europe avec Bolt Thrower et Morgoth. Incantation et Vallenfyre ouvrent également en partie pour Soulburn lors de cette tournée. 
En 2015, un split est publié avec Desaster, pour lequel Soulburn contribue au morceau The Last Monument of God. En novembre 2016, le troisième album Earthless Pagan Spirit est publié par Century Media. Le morceau Where Splendid Corpses Are Towering Towards the Sun, également entendu sur cet album, avait déjà été publiée au préalable. L'album est enregistré aux Pays-Bas dans les studios Harrow et Double Noise, et mixé et masterisé par Devo Andersson dans le studio suédois Endarker. La même année, Soulburn participe entre autres au Eindhoven Metal Meeting. En 2017, sa participation est prévue au With Full Force, mais le festival est annulé à cause des intempéries.

## Style musical
Eduardo Rivadavia d'AllMusic classe le groupe dans le death metal. Dans une interview avec Kez Whelan de terrorizer.com, Bob Bagchus déclare qu'il avait formé Soulburn avec Daniels pour jouer de la musique dans le style de Bathory. Il cite Venom, Celtic Frost, Dissection et Watain comme autres influences. Twan van Geel s'intéresse aux thèmes occultes, ce qu'il intègre également dans les textes. Dans Rock Hard, Feeding on Angels est décrit comme une « entrée en matière death metal old school » ravageuse. Lors d'une interview avec le magazine, Bob Bagchus indique que le groupe voulait « jouer à nouveau du death metal très simple et accrocheur ». Les paroles de l'album seraient principalement l'œuvre de Wannes Gubbels et seraient typiquement sataniques pour le death metal. dans une édition ultérieure, Sebastian Schilling qualifie The Suffocating Darkness de « mid-tempo black metal backflash des années '90 ». Le chant de van Geel, en particulier, rappelle le black metal des années 1990. Dans l'interview avec Schilling, Bagchus indique que Soulburn n'est pas un groupe de black metal pur, malgré des influences comme les anciens morceaux de Bathory, Hellhammer, Celtic Frost et Venom. Dans une autre édition, Patrick Schmidt classe le groupe dans le death-doom. Dans l'interview qu'il lui ait accordée, Eric Daniels indique que le groupe est principalement influencé par le death, le doom, le black et le dark metal. Sur Earthless Pagan Spirit, ils essayent surtout d'introduire une part plus importante de doom metal et de rendre les morceaux plus longs et de créer une atmosphère sombre et malsaine. 
Dans sa critique de Feeding on Angels, Frank Albrecht du Rock Hard constate qu'il n'y avait guère de différence avec Asphyx et que le chant ressemblait également à celui du groupe précédent. Il résume le style comme étant du death metal classique avec de légères influences du doom metal et un jeu de batterie simple, de sorte qu'on pourrait le qualifier de mélange des albums The Rack et God Cries d'Asphyx. Sebastian Schilling décrit le style de The Suffocating Darkness comme du « black metal des années '90 à tendance Bathory », qui évolue la plupart du temps dans une zone de vitesse moyenne et qui possède un son glacial. Dans une édition ultérieure, il qualifie Earthless Pagan Spirit de « black metal mid-tempo glacial dans le style des années '90 ». La batterie est rapide, mais pas trop, et le chant consiste en des sifflements qui ne transmettent ni la douleur ni l'indignation, mais la haine. Les morceaux sont cependant trop uniformes et manquent de moments marquants. 

## Discographie
- 1996: Soulburn (démo)
- 1998: Feeding on Angels (album, Century Media Records)
- 2014: The Suffocating Darkness (album, Century Media Records)
- 2015: Imperial Anthems No. 17 (split avec Desaster, Cyclone Empire)
- 2016: Earthless Pagan Spirit (album, Century Media Records)
- 2020: Noa's d'Ark (album, Century Media Records)